# Age of Empires II Definitive Edition
エイジ オブ エンパイア II ディフィニティブ エディション（原題：Age of Empires II Definitive Edition）は、2019年11月14日にマイクロソフトから発売されたリアルタイムストラテジーゲーム。略称は「AoE II DE」。
『エイジ オブ エンパイアII』のリメイク版。
基本的な操作方法や内容は変わっていないもののグラフィックが一新され、AoE II DEで新たに追加された文明が多く存在する。また、それに伴ってキャンペーンも追加された。新機能が追加され便利になった一方で削除された機能がある。
DLC（ダウンロードコンテンツ）にて Age of Empires Definitive Edition がプレイ可能となっており、既存のAoE DEと違い本作のグラフィックや機能でプレイが可能。また、こちらもシングルプレイ、マルチプレイ対応である。

## ゲームスタイル
シリーズ通して見下ろし型のリアルタイムストラテジーゲームで、基本操作は視点移動、ズーム、ユニットの操作、建物の稼働など。 
基本的なモードであるスカーミッシュでプレイする場合 は「暗黒時代」からスタートし、中世を4つの時代（暗黒の時代、領主の時代、城主の時代、帝王の時代）に分かれており、時代が進化するとより高度な技術と強力なユニットを研究・生産できるようになる。
時代の進化と技術研究には特定の建造物と資源が必要で、「町の人」と呼ばれるユニットを駆使して資源を集め建物を建造する。また、ユニットの生産にも資源を消費するため、時代進化や技術の研究とユニット生産のリソース配分が勝敗を分ける鍵となる。
ゲームを開始すると「町の中心」という建造物と町の人3人 斥候ユニット1体 が初期ユニットとして所持している状態でスタートする。町の中心からは食料を消費して町の人の生産が可能であり、基本的にはゲーム内の4つの資源である「食料」「木材」「金」「石材」を町の人を使い集めていく。
ゲームモードが標準の場合 敵プレイヤーのユニット 生産施設を全て撃破するか マップ上に点在する聖なる箱をチームで5つ集めて一定時間経つか 民族の象徴を建造して 一定時間が経つとゲームに勝利する。

## シングルプレイ
1人用モード。主にキャンペーンシナリオ(後述)とスカーミッシュモードが存在する。スカーミッシュモードでは好みの設定でゲームをプレイすることが出来る。オプションとしてはマップの種類 マップの大きさ 初期資源等細かいところまで設定可能である。また、本作では前作になかった資源の無限のオプションが追加されており、その名の通り資源収集をしなくても研究やユニットの生産が可能になる。
シングルプレイのゲームは基本的に保存（セーブ）が可能。名前をつけて保存すれば、1度ゲームを中断しても途中からやり直せる。

## マルチプレイ
多人数モード。主にレート戦 ノーレート戦 カスタムシナリオ 協力シナリオが存在する。部屋を作成して世界の人またはフレンドとゲームをプレイできる。また、好みの条件で部屋を検索して 部屋に入ることもできる。待機中はチャットも可能。
レート戦では 希望マップ1つと文明を選ぶと ランダムでマッチングする。ゲームに勝利するとレートが上がり 敗北するとレートが下がる。
ノーレート戦では 設定自由にマルチプレイが可能なモード。勝っても負けてもレートは変動しない。
カスタムシナリオでは世界の様々なプレイヤーが作成したシナリオでプレイが可能。例えば研究が6倍になったり RPGなどのミニゲームもプレイできる。レートも変動しないため 気軽にプレイできる。
本作で新たに登場した協力シナリオは 用意されたシングルプレイ用のシナリオをマルチプレイで攻略可能なモードである。あくまでシナリオなので設定は変更不能。基本的に2プレイヤーである。また、本機能はbeta版なので不具合が生じる可能性もある。
またマルチプレイで試合が決まった際、ゲームをプレイしたプレイヤーで設定を変えずにそのまま 再戦 が新たに可能となった。また、本機能もbeta版である

## カスタムシナリオ
本作でも自作のシナリオを作成することができる。自由にマップにユニットや建物 木や水域を設置可能で、トリガー機能を上手く使うことにより、キャンペーンシナリオのような世界を自作することが出来る。また、シナリオ群をカスタムキャンペーンに登場させることができ、steamワークショップ等で 公開することもできる。

## MOD（拡張機能）
前作同様MODが本作にもあり、ゲーム内で導入が可能である（steamワークショップからでは導入ができない）AIの挙動を変えたり 好きな音楽を流したり テクスチャを変えたり はたまた戦車を出したりできる。
公式MODが存在するが 過去のものは現在入手が出来なくなっている。 公式MODを手に入れるには、公式が出したミッションをクリアかつXBOXへのログインが必須となる。公式MODは基本的にモード選択画面の背景の変更 テクスチャ変更等。

## 文明
シリーズ通して 文明があり、文明ごとに固有ユニットや固有の建物 固有の研究などがあり、選択した文明の言語をユニットが話す。
AoE II DEで操作することが出来る文明は以下の通り（別途DLCの購入の必要のある文明も含む）。
・アステカ
・アルメニア
・イタリア
・インカ
・エチオピア
・オスマン帝国
・クマン
・クメール
・グルジア
・グルジャラ
・ケルト
・ゴート
・サラセン
・シチリア
・スペイン
・スラヴ
・タタール
・チュートン
・ドラヴィタ
・バイキング
・ビザンティン
・ビルマ
・ヒンドゥスタン
・フランク
・ブリトン
・ブルガリア
・ブルゴーニュ
・フン
・ベトナム
・ペルシア
・ベルベル
・ベンガル
・ポーランド
・ボヘミア
・ポルトガル
・マジャール
・マヤ
・マリ
・マレー
・モンゴル
・リトアニア
・契丹・古蜀・呉・女真・中国
・朝鮮
・東ローマ
・日本・魏

### エディション(ダウンロードコンテンツ)
前作【HDエディション】
- The forgotten(前作だと有料 今作は無料)忘れられた人々
追加文明 イタリア (インド) スラヴ マジャール インカ
シナリオ追加 7つ
新機能 和平時間 聖なる箱
- The African Kingdom(〃) アフリカの王国
追加文明 ベルベル マリ エチオピア ポルトガル
シナリオ追加 4つ
マップ追加 23種
- The Rise of Rajas(〃)  ラジャの台頭
追加文明 ビルマ クメール マレー ベトナム
シナリオ追加 4つ
マップ追加 15種

今作【DEエディション】
- Lords of the west(無料) 西の諸侯
追加文明 ブルゴーニュ シチリア
追加シナリオ 3種
- Down of the Dukes(〃) 公爵たちの夜明け
追加文明 ポーランド ボヘミア
シナリオ追加 3つ
- Dynasties of India(〃) インドの王朝
追加文明 ベンガル ドラヴィダ グルジャラ
シナリオ追加 3つ
- Return of Rome(有料) ローマの帰還
追加文明 東ローマ (AoEモード専用：ラックベト)
機能追加 ローマの帰還(AoE DEモード)
- The Mountain Royal(〃) 山中の王族
追加文明 アルメニア ジョージア
シナリオ追加 3つ
- Victors and Vanquished(〃) 勝者と敗者
シナリオ追加 「勝者と敗者」19のシナリオ
- The Three Kingdom(〃) 三国時代

追加文明 古蜀 呉 契凡 女真 魏
シナリオ追加 3つ

## 登場するユニット
プレイヤーが操作できるユニットは大きく分けて歩兵、騎兵、射手、象兵、攻囲兵器、軍艦、聖職者、交易ユニット、町の人、動物、英雄、その他に分類される。また、文明ごとにその文明だけが生産することが出来る「ユニークユニット」が存在する。
このゲームではユニット同士の相性を理解しつつ、バランスの良い編成を考えることが重要となる。前作よりユニットの数が増加し複雑化しているこのゲームでは、基本的に軍事ユニットの相性と数的優劣がゲームの勝敗を決める鍵となる。　　

### ユニークユニット(固有ユニット)
その文明でしか生産することが出来ないユニット。主に「城」で生産することが出来る。まれにユニークユニットを複数体持つ文明や、城以外の建造物で生産が可能な文明も存在する。また、「帝王の時代」に進化すると「精鋭化」(前作ではエリート化)の研究が可能になり、研究が完了するとより強力なユニットに進化する。主な強化内容は体力向上や攻撃値・防御値向上、生産時間短縮など。
| 文明           | ユニークユニット名   |                                                      |
| -------------- | -------------------- | ---------------------------------------------------- |
| アステカ       | ジャガーウォリアー   | 敵ユニットを倒すと攻撃力が上がる歩兵                 |
| アルメニア     | 戦闘射手             | ある程度防御力を無視して攻撃のできる弓兵             |
| イタリア       | ジェノバ石弓兵       | 騎兵に対して特に有効な弓兵                           |
| インカ         | カマヤック           | リーチが長い槍兵                                     |
| エチオピア     | ショーテルウォリアー | 攻撃力、生産性、移動速度が通常の歩兵よりも優れている |
| オスマン帝国   | イェニチェリ         | 射程が長く 近距離でも攻撃できる砲撃ユニット          |
| クマン         | キプチャク           | 一度に大量の矢を放つ弓騎兵                           |
| クメール       | バリスタエレファント | 貫通する巨大な矢を放つ象兵 木を破壊できる            |
| グルジア       | モナスパ             | 周囲にモナスパや騎士がいると強化される騎兵           |
| グルジャラ     | チャクラム投擲兵     | 貫通する近接攻撃が可能な射撃歩兵                     |
| ケルト         | ウォードレイダー     | 移動速度が速い歩兵                                   |
| ゴート         | ハスカール           | 他歩兵ユニットよりも飛び道具防御力が高い歩兵         |
| サラセン       | マムルーク           | 特に騎兵に有効ならくだ騎兵 遠距離攻撃が可能          |
| シチリア       | セルジュアント       | 塔を建てれる歩兵 領主の時代からドンジョンで生産可能  |
| スペイン       | コンキスタドール     | 攻撃力と移動速度に優れた火薬射撃騎兵                 |
| スラヴ         | ボヤール             | 近接攻撃に耐性がある騎兵                             |
| タタール       | ケシク               | 攻撃する度金を盗む騎兵                               |
| チュートン     | チュートンナイト     | 攻撃力と近接防御力が優れた歩兵                       |
| ドラヴィダ     | ウルミ剣士           | 一定時間ごとに強力な範囲攻撃をする歩兵               |
| バイキング     | ベルセルク           | HPが徐々に回復する歩兵                               |
| ビザンティン   | カタフラクト         | 歩兵に有効な騎兵                                     |
| ビルマ         | アランバイ           | 命中率が低いものの高ダメージを与えられる弓騎兵       |
| ヒンドゥスタン | グーラム             | 貫通攻撃を持つ歩兵                                   |
| フランク       | フランカスロウ       | 遠距離から近接攻撃ダメージを与える歩兵               |
| ブリトン       | ロングボウ           | 射程がとても長い弓兵                                 |
| ブルガリア     | コニク               | 一度HPを失っても歩兵として復活する騎兵               |
| ブルゴーニュ   | クースティリエ       | 一定時間ごとに強力な近接攻撃をする騎兵               |
| フン           | タルカン             | 建物に対して特に有効な騎兵                           |
| ベトナム       | 藤弓兵               | 飛び道具防御力が高い弓兵                             |
| ペルシア       | エレファント         | 密集した歩兵や建物に強い騎兵                         |
| ベルベル       | らくだ弓騎兵         | 他の弓騎兵に強い弓騎兵                               |
| ベンガル       | ラタ戦車             | 近接攻撃と遠距離射撃を切り替えられる騎兵             |
| ポーランド     | オブヒ兵             | 攻撃する度に敵の防御力を下げる歩兵                   |
| ボヘミア       | 戦闘馬車             | 全方位に砲撃できる攻囲兵器。真後ろは攻撃力が下がる   |
| ポルトガル     | オルガン砲           | 一度に大量の砲撃を行う攻囲ユニット                   |
| マジャール     | マジャールフサール   | 攻囲ユニットに対して有効な騎兵                       |
| マヤ           | 羽飾射手             | 移動速度が速い弓兵                                   |
| マリ           | グベト               | 移動速度が速く、遠距離から近接攻撃が行える歩兵       |
| マレー         | カランビットウォリア | 1ユニットあたりの人口が0.5で計算される安価な歩兵     |
| モンゴル       | マングダイ           | 射撃間隔が短い弓騎兵                                 |
| リトアニア     | レイティス           | 防御力を無視して攻撃出来る騎兵                       |
| 契凡           | 遼刀                 | 時間経過で追加ダメージを与えることが可能な歩兵       |
| 古蜀           | 白羽衛兵             | 攻撃した相手の移動速度を遅くすることが出来る歩兵     |
| 〃             | 劉備                 | 周囲のユニットを回復させる歩兵英雄                   |
| 呉             | 火矢弓兵             | 複数の矢を放ち 特に包囲兵器や建物に強い弓兵          |
| 〃             | 孫堅                 | 周囲のユニットの移動速度を速くさせる騎兵英雄         |
| 女真           | 鉄塔騎兵             | 近接攻撃を無効化する騎兵                             |
| 中国           | 連弩兵               | 連続して大量の矢を放つ弓兵                           |
| 朝鮮           | 戦車                 | 歩兵や射手に対して有効な弓騎兵                       |
| 東ローマ       | 百人隊長             | 近くの民兵系ユニットの攻撃速度と移動速度を上げる騎兵 |
| 日本           | 武士                 | 固有ユニットに対して強い歩兵                         |
| 魏             | 虎騎兵               | 敵ユニットを倒すと攻撃力が上がり HPが回復する騎兵    |
| 〃             | 曹操                 | 周囲のユニットの攻撃速度を上げる騎兵英雄             |

※The Three Kingdomで追加された城で生産可能な英雄ユニットは1体しか生産ができない
※ 「キプチャク」はチームメイトがクマンで「クマン傭兵」を研究完了すると 所持している城につき5体無償で生産可能
| 文明           | ユニークユニット名   | 生産可能施設           |                                                            |
| -------------- | -------------------- | ---------------------- | ---------------------------------------------------------- |
| アルメニア     | 戦闘神官             | 要塞教会               | 近接戦闘とユニットの治癒、聖遺物の運搬が出来る聖職者       |
| インカ         | スリンガー           | 射手育成所             | 歩兵射撃ユニットに有効な射手                               |
| シチリア       | セルジュアント       | ドンジョン、城         | ドンジョンを建造できる歩兵                                 |
| スペイン       | 宣教師               | 神殿                   | 乗馬聖職者。移動速度が速く、聖遺物の運搬はできない。       |
| グルジャラ     | シュリヴァムシャ騎兵 | 騎兵育成所             | 射撃ユニットによるダメージをある程度無効化する騎兵         |
| 〃             | らくだ斥候兵         | 〃                     | 領主の時代から作成可能ならくだ騎兵                         |
| タタール       | 火炎らくだ           | 攻囲兵器工房           | 自爆特攻をするらくだ。爆発工作兵。                         |
| ゴート         | ハスカール           | 戦士育成所、城         | 射程ユニットに有効な歩兵（※1）                             |
| ドラヴィダ     | ティリダサイ         | 港                     | 防御力・HPが高い巨大軍船                                   |
| バイキング     | バイキング船         | 港                     | 一度に大量の矢を放つ軍船                                   |
| ヒンドゥスタン | 近衛らくだ騎兵       | 騎兵育成所             | 騎兵に対して特に有効なラクダユニット                       |
| ブルゴーニュ   | フランドル民兵       | 戦士育成所（町の中心） | 槍兵だが、ある程度耐久力のある歩兵。（※2）                 |
| フン           | タルカン             | 騎兵育成所、城         | 建物に対して有効な騎兵（※1）                               |
| ベトナム       | 近衛散兵             | 射手育成所             | 射手に有効な飛び道具防御力に優れた射手                     |
| ペルシア       | ザヴァール           | 騎兵育成所             | 射撃兵に特に強い近衛騎兵                                   |
| ポルトガル     | キャラベル船         | 港                     | 攻撃が貫通するガレオン船                                   |
| ベルベル       | ジェニトゥール       | 射手育成所             | 騎兵と同じ移動速度の騎乗散兵                               |
| 契凡           | 騎馬遠投投石器       | 攻囲兵器工房           | 着弾地点に継続ダメージを与える火炎地帯を残す遠投投石器     |
| 古蜀           | 戦車兵               | 攻囲兵器工房           | 単体か複数の敵に連射攻撃をする攻囲兵器                     |
| 呉             | 漢剣士               | 歩兵育成所             | HP減少により攻撃力と移動速度が上昇し、防御力が下がる歩兵。 |
| 女真           | 擲弾兵               | 射手育成所             | 遠距離の敵に範囲攻撃をする火薬ユニット                     |
| 中国           | ドラゴンシップ       | 港                     | 爆破工作船以外の船に強い火炎放射船                         |
| ローマ         | レギオン（軍団兵）   | 戦士育成所             | 近衛剣士より強力な汎用歩兵。                               |
| 朝鮮           | 亀甲船               | 港                     | 建物や他の軍船に有効な装甲船。                             |
| 魏             | 鮮卑                 | 射手育成所             | 一定時間ごとに強力な射撃が可能な弓騎兵                     |

※1 ゴートでは「無秩序」、フンでは「匡族」を研究することによって生産が可能になる。また、城と各育成所で生産速度の差はあるものの、性能の変化はない。精鋭化などのアップグレード状況もそのまま反映される。
※2 城で研究できる「フランドル革命」を研究すると、すべての町の人がフランドル民兵になる。また、戦士育成所でもフランドル民兵を生産できる。

### 汎用ユニット
汎用ユニットは全ての文明がある程度生産が可能な基本的なユニットである。汎用ユニットは文明によって作成が出来なかったりアップグレード研究が出来ないものがある。

### 歩兵
歩兵は主に「戦士育成所」で生産することが出来る。基本的な歩兵である民兵系統は歩兵や建物に有効であるかわり、槍兵系統は騎乗ユニットに有効など、それぞれのユニットには他ユニットとの相性がある。また、破城槌にユニットを搭乗させることもでき、敵に壊されたとしても歩兵で追撃、という使い方もできる。
「戦士育成所」で生産できるユニットは以下の通り。
| 暗黒の時代 | 領主の時代       | 城主の時代           | 帝王の時代以降       |          | 固有進化 |
| ---------- | ---------------- | -------------------- | -------------------- | -------- | -------- |
| 民兵       | 軍兵             | 長剣剣士             | 重剣剣士             | 近衛剣士 | 軍団兵   |
| -          | 槍兵             | 長槍兵               | 矛槍兵               | -        | -        |
| -          | イーグルウォリア | 重装イーグルウォリア | 精鋭イーグルウォリア | -        | -        |
| -          | -                | -                    | コンドッティエーレ   | -        | -        |
| -          | -                | (ハスカール)         | (エリートハスカール) | -        | -        |
| -          | -                | 火槍兵               | 精鋭火槍兵           | -        | -        |

「イーグルウォリア」はインカ・アステカ・マヤのみ生産可能な斥候ユニット。移動速度が速い。
「コンドッティエーレ」はプレイヤーまたは味方チームのいずれか1人がイタリアでプレイしているゲームで生産が出来る。火薬ユニットに対して有効。
「ハスカール」はゴートでのプレイ時、固有テクノロジー「無秩序」を研究することで生産できるようになる。
「軍団兵」は東ローマでのプレイ時に「重剣剣士」の代わりとして研究・生産できる固有ユニット。
「火槍兵」はベトナム・契凡 ・女真・中国のみ生産可能な火薬歩兵。攻撃前にクールダウン付きの射撃攻撃を行う。基本は槍による近接戦闘を行う
また、「民兵」は全文明共通で尚且つ暗黒の時代で唯一生産できる軍事ユニットである。

### 騎兵
騎兵および象兵は主に「騎兵育成所」で生産できる。騎馬ユニットは基本的に移動速度が速く、機動力がある。ただ、前述の通りそれぞれのユニットには他ユニットとの相性があるため、戦況に応じて使い分けることが非常に重要である。近接乗馬ユニットは主に歩兵、射手、攻囲ユニットに対して有効だが、槍兵系統に弱くラクダ系統にもめっぽう弱い。斥候系統は食料のみでの生産が可能で、聖職者からの転向の効果を受けにくい。騎士系統は生産に金が必要になるが、性能は安定している。だが聖職者の転向に対しては斥候系統よりも弱い。象系統は体力が多く建物や密集したユニットに有効だが弱点は騎兵と同じである上に移動速度も遅い。ステップランサーはリーチが長いため2列になっても攻撃が可能。らくだ騎兵は移動速度が速く、騎兵に強いもののその他のユニットには弱い
「騎兵育成所」で生産できるユニットは以下の通り。
| 暗黒の時代 | 領主の時代      | 城主の時代             | 帝王の時代                 |          | 固有進化         |
| ---------- | --------------- | ---------------------- | -------------------------- | -------- | ---------------- |
| -          | 斥候            | 軽騎兵                 | ハサー                     | -        | ウィングドハサー |
| -          | -               | 騎士                   | 重騎士                     | 近衛騎士 | ザヴァ―ル        |
| -          | -               | ステップランサー       | 精鋭ステップランサー       | -        | -                |
| -          | -               | (シュリヴァムシャ騎兵) | (精鋭シュリヴァムシャ騎兵) | -        | -                |
| -          | -               | (タルカン)             | (精鋭タルカン)             | -        | -                |
| -          | (らくだ斥候兵） | らくだ騎兵             | 重装らくだ騎兵             | -        | 近衛らくだ騎兵   |
| -          | -               | バトルエレファント     | 重装バトルエレファント     | -        | -                |
| -          | -               | (ショロトルの戦士）    | -                          | -        | -                |
| -          | -               | 黒光鎧騎兵             | 重黒光鎧騎兵               | -        | -                |

「らくだ斥候兵」「シュリヴァムシャ騎兵」はグルジャラの固有ユニット。
「近衛らくだ騎兵」は「重装らくだ騎兵」研究完了後、ヒンドゥスタンのみが研究・生産できる固有ユニット。
「ザヴァ―ル」は「重騎士」研究完了後、近衛騎士の代わりに研究・生産可能なペルシアの固有ユニット。
「タルカン」はフンでのプレイ時、城で研究できる固有テクノロジー「匡族」を研究することで騎兵育成所で生産できるようになる。
「ウィングドハサー」はポーランドとリトアニアでのみ、軽騎兵の研究完了後に「ハサー」の上位ユニットとして代わりに研究・生産可能。
「ショロトルの戦士」はインカ・マヤ・アステカが騎兵育成所を転向した時に生産できるユニット。また、この3文明では騎兵育成所を建造できず、転向して獲得した育成所でも「ショロトルの戦士」以外は生産が出来ない。
「黒光鎧騎兵」は古蜀・呉・魏で生産可能な万能騎兵。
本作では斥候、軽騎兵、ハサー、ステップランサーには偵察ボタンが追加されており、死なない限り暗闇を自動で偵察する機能が追加された。

### 射手
射手および弓騎兵は「射手育成所」で生産できる。射手はほぼすべての歩兵に対して絶大な効果を得るため、主力として運用するゲームが多い。遠距離攻撃が可能なユニットだが騎兵ユニットに弱く攻囲ユニットや建物に対してはダメージが通りにくい。また散兵は近距離の敵に攻撃ができないが、他の射手ユニットに対して得意としている。弓騎兵は機動力を活かした射撃が可能。砲撃手は高火力だが命中率が低い。
「射手育成所」で生産できるユニットは以下の通り。
| 暗黒の時代 | 領主の時代 | 城主の時代     | 帝王の時代         | 固有進化 |
| ---------- | ---------- | -------------- | ------------------ | -------- |
| -          | 射手       | 石弓射手       | 重石弓射手         | -        |
| -          | 散兵       | 精鋭散兵       | -                  | 近衛散兵 |
| -          | -          | 弓騎兵         | 重弓騎兵           | -        |
| -          | -          | 象弓騎兵       | 精鋭象弓騎兵       | -        |
| -          | -          | ジェニトゥール | 精鋭ジェニトゥール | -        |
| -          | -          | -              | 砲撃手             | -        |
| -          | -          | (スリンガー)   | -                  | -        |

「近衛散兵」は、プレイヤーまたは味方チームのいずれか1人がベトナムを選択しているときに研究・生産が可能になる。(精鋭散兵の研究完了後、追加の研究が必要)
「ジェニトゥール」は、プレイヤーまたは味方チームのいずれか1人がベルベルを選択しているときに生産が可能になる。乗馬散兵。
「スリンガー」はインカの固有ユニット。対射手用
「砲撃手」は「大学」で帝王の時代にテクノロジー「化学」を研究することにより、一部の文明で生産が出来るようになる。

### 攻囲兵器
攻囲兵器は「攻囲兵器工房」で生産できる。建物に対して特に有効な破城槌、範囲攻撃に特化して無差別な投石攻撃ができる投石器、密集したユニットに有効なスコーピオン、遠距離から砲撃できる大砲、など特に対物・範囲攻撃に特化したユニット。一般的なユニットよりもコストが高く、近距離攻撃に弱いという特徴がある。また「城」では遠距離から建物に攻撃できる遠投投石器や建物に自爆特攻ができる爆破工作兵が生産可能。
「攻囲兵器工房」で生産できるユニットは以下の通り
| 暗黒の時代 | 領主の時代 | 城主の時代     | 帝王の時代           |                | 固有進化     |
| ---------- | ---------- | -------------- | -------------------- | -------------- | ------------ |
| ‐          | ‐          | 破城槌         | 強化破城槌           | 改良強化破城槌 | ‐            |
| ‐          | ‐          | 投石器         | 改良型投石器         | 破城投石器     | ‐            |
| -          | -          | ロケットカート | 改良型ロケットカート | -              | -            |
| ‐          | ‐          | スコーピオン   | 重スコーピオン       | ‐              | ‐            |
| ‐          | ‐          | 攻城塔         | ‐                    | ‐              | ‐            |
| ‐          | ‐          | 装甲象         | 攻囲エレファント     |                | ‐            |
| ‐          | ‐          | ‐              | 大砲                 | ‐              | ホーフニツェ |
| ‐          | ‐          | ‐              | 火炎らくだ           | ‐              | ‐            |

「大砲」は「大学」で帝王の時代にテクノロジー「化学」を研究することにより、一部の文明で生産が出来るようになる。
「ホーフニツェ」は、ボヘミアの固有ユニット。大砲よりも爆風範囲が拡大されている。
「ロケットカート」は、中華系文明が使用できる投石兵器。投石器の代替で、火炎をまとった筒を何本も発射する。
「火炎らくだ」は、タタールの固有ユニット。自爆特攻を行う。
「装甲象」「攻囲エレファント」は、破城槌の無いインド系文明で使用できる。

### 軍艦
ガレオン船や火炎船は「港」で生産できる。基本は水域の上しか移動できない。ガレー船系統は遠距離から矢の攻撃が可能で 他の軍艦より視野が大きい汎用軍艦。火炎船系統は 近距離まで近ずいて 毎秒炎によるダメージを与える。爆破工作船系統は船や建物に対して自爆特攻を行う。また、キャノンガレオン船は弾速の遅い弾で砲撃を行う。対ユニットは避けられることが多いが建物に対して無類の強さを発揮する。 
「港」で生産できるユニットは以下の通り
| 暗黒の時代 | 領主の時代   | 城主の時代     | 帝王の時代         |                        | 固有進化       |
| ---------- | ------------ | -------------- | ------------------ | ---------------------- | -------------- |
| 輸送船     | -            | ‐              | ‐                  | -                      |                |
| ‐          | ガレー船     | 大型ガレー船   | ガレオン船         | ‐                      |                |
| ‐          | 火炎ガレー船 | 火炎船         | 高速火炎船         | ‐                      | ドラゴンシップ |
| ‐          | 爆破工作挺   | 爆破工作船     | 重爆破工作船       | ‐                      |                |
| ‐          | ‐            | ‐              | キャノンガレオン船 | 快速キャノンガレオン船 |                |
| ‐          | ‐            | (亀甲船)       | (精鋭亀甲船)       | ‐                      |                |
| ‐          | ‐            | (バイキング船) | (精鋭バイキング船) | ‐                      |                |
| ‐          | ‐            | (キャラベル船) | (精鋭キャラベル船) | ‐                      |                |
| ‐          | ‐            | ‐              | (ティリサダイ)     | ‐                      |                |

「キャノンガレオン船」は「大学」で帝王の時代にテクノロジー「化学」を研究することにより、一部の文明で生産が出来るようになる。
「亀甲船」は、朝鮮の固有ユニット。耐久力のあるキャノンガレオン船
「バイキング船」は、バイキングの固有ユニット。一度に大量の矢を放つ
「キャラベル船」は、ポルトガルの固有ユニット。船を貫通する矢を放つ
「ティリサダイ」は、ドラヴィダの固有ユニット。弾を大量に放つ
「ドラゴンシップ」は、中国の固有ユニット。高速火炎船の代わりとして研究可能。

## 建物
建物は基本的に町の人が資源を消費して建築を行うことで 作成可能。 
生産系と軍事系に分かれている。また時代が上がるとHPや防御力が増加する物もある。
本シリーズの基礎中の基礎である。

### 生産系
内政特化の建物中心。
「家」（暗黒から）
人口を+5する
「粉ひき所・伐採所・採掘所 」（暗黒から）
町の人が各種資源を町の中心ではなくこちらに運搬する。
また ポーランドでは粉ひき所の代わりに「フォルワルク」という 周りの畑から食料ボーナスが入る建物、アルメニアとグルジアでは伐採所・採掘所と狩猟した食料を格納できる機能を持つラバの荷馬車が建造可能。
「港」（暗黒から）
船系ユニットのアップグレードや作成が可能 水辺にのみ建てれる
「鍛冶場」（領主から）
ユニットの攻撃力・防御力の強化が可能。
「市場」（領主から）
資源の変換が可能。また、自分のものでは無い市場と荷馬車を使って交易をすることによって金を獲得できる。市場が無いと他プレイヤーに資源の貢物が出来ない。
「修道所」（城主から）
ユニットの回復を行う 聖職者の作成が可能。また、聖職者の強化や ユニットへの強化もできる。 聖なる箱を運び込むことで金を生産する。
「大学」（城主から）
テクノロジーの研究が可能。建物の強化やユニットの強化等。
「町の中心」（帝王から）
通常モードだと初期からある施設。町の人の生産や町の人の強化 町の人の収容 町の人が資源を運び込む場所等様々な用途がある。また、人口を+5する。
「民族の象徴」（帝王から）
建物の中で最も建築コスト 建築時間がかかる建物。ゲームモードが標準だと 200年（ゲーム内指標）するとゲームに勝利が可能。破壊することでカウントダウンの阻止が可能である。

### 軍事系
「戦士育成所」（暗黒から）
歩兵ユニットの生産が可能。歩兵ユニットのアップグレード、歩兵の移動速度を上げたり対物攻撃力を上げたりできる。
「騎兵育成所・射手育成所」（領主から）
それぞれ騎兵ユニット 射手系ユニットの生産が可能。それぞれ騎兵ユニット、射手ユニットのアップグレード、騎兵の移動速度を上げる、射手の発射速度を上げることが出来る。
「攻囲兵器工房」（城主から）
攻囲ユニットの生産が可能。攻囲ユニットをアップグレードができる。
「前哨地」（暗黒から）
塔より視野が広いが 攻撃が出来ない塔。
「杭柵・杭柵の門」（暗黒から）
木材で作れる安価な壁。杭柵は破壊されない限りユニットの侵入を防ぐことが出来る。また、門を途中に建設することで チームメイトや自分のユニットを通行させることがきでる
「石壁・門（強化壁・強化門）」（領主から）
石材で作れる耐久力のある壁。大学で強化（アップグレード）することが出来る。
「見張り台・監視塔・防御塔」（領主から 城主 帝王）
基本的な防衛施設。矢を発射して敵を攻撃する。射手ユニットや街の人を停留させることで矢の発車本数を増やせる。また、船にはボーナスダメージが入る。
「砲台」（帝王から）
特定の文明しか建造できない防御施設。弾速の遅い砲弾を飛ばして攻撃する。船に対してボーナスダメージが入る。
「城」（城主から）
人口が+20される。高いHPと連続して放たれる矢を装備した防衛施設。
固有ユニットや研究が行える。また 遠投投石器や爆破工作兵なども作成可能。敵の町の人×200の金を払うことで全てのプレイヤーの視界を手に入れる研究ができる。

### 固有建築物
「ドンジョン」（領主から）
シチリア固有の塔。普通の塔とは違い一度に複数の矢を放つ。塔からはセルジュアントと槍兵系統が生産でき、そのセルジュアントもドンジョンを建造できる。（シチリアは代わりに見張り台が建造できない。）
「クレポスト」（城主から）
ブルガリア固有の小城。城よりもHPなどのステータスが低く、爆発工作兵や遠投投石機、ユニークテクノロジーの生産・研究ができない。その代わり建造コストが安価。また、ユニークユニットの「コニク」は生産可能。
「港湾」（城主から）
マレー固有の港。領主の時代までは通常の港だが、城主の時代に研究可能のユニークテクノロジー「制海権」を研究することで「港湾」にアップグレードする。通常の港よりHPが高く、敵に対して矢を放ち攻撃する。
「フェイトリア」（帝王から）
ポルトガル固有の建築物。建造すると人口20を圧迫するが全ての資源が無限に貯蓄されるようになる。食料の生産が最も多く、次いで木材、金、石の順である。
「キャラバンサライ」（帝王から）
ペルシアとヒンドゥスタン固有の建築物。キャラバンサライの近くにいる荷馬車は移動速度が上昇する。この効果は味方プレイヤー全ての荷馬車に付与される。
「要塞教会」
アルメニアとグルジア固有の神殿。町の人や聖職者は教会内に駐留して矢を放つことができる。また、聖遺物を格納した時も矢を発射可能。アルメニアでは聖職者に加えて「戦闘神官」が生産可能、ジョージアでは要塞教会付近の町の人の作業スピードを上昇させる効果がある。

## テクノロジー
前作に引き続き、今作では様々な施設で技術（テクノロジー）研究が出来る。また、城で研究できる「ユニークテクノロジー」は文明ごとに効果・研究コストは異なり、文明の特徴を示す一つの基準となっている。
それぞれの時代・文明ごとに研究できる技術が決まっており、テクノロジーは経済系と軍事系の二つに分類できる。

### 軍事系技術
鉄工所
| 暗黒の時代 | 領主の時代   | 城主の時代 | 帝王の時代   |
| ---------- | ------------ | ---------- | ------------ |
| -          | 鍛造         | 鋳鉄       | 高速溶鉱炉   |
| -          | 歩兵用甲冑   | 歩兵用鎖鎧 | 歩兵用魚鱗鎧 |
| -          | 騎兵用甲冑   | 歩兵用鎖鎧 | 騎兵用魚鱗鎧 |
| -          | 矢羽根       | 錐状矢じり | 小手         |
| -          | 射手用胸当て | 射手用革鎧 | 射手用鎖の鎧 |

- 鍛造 - 歩兵、騎兵の攻撃力＋1
- 鋳鉄 - 歩兵、騎兵の攻撃力＋1
- 高速溶鉱炉 - 歩兵、騎兵の攻撃力＋2
- 歩兵用魚鱗鎧 - 歩兵の近接防御、射程防御＋1
- 歩兵用鎖かたびら - 歩兵の近接防御、射程防御＋1
- 歩兵用甲冑 - 歩兵の近接防御＋1、歩兵の射程防御＋2
- 騎兵用魚鱗鎧 - 騎兵の近接防御、射程防御＋1
- 騎兵用鎖かたびら - 騎兵の近接防御、射程防御＋1
- 騎兵用甲冑 - 騎兵の近接防御＋1、射程防御＋2
- 矢羽根 - 射手、ガレー船、建物の攻撃力＋1、射程＋1
- 錐状矢じり - 射手、ガレー船、建物の攻撃力＋1、射程＋1
- 小手 - 射手、ガレー船、建物の攻撃力＋1、射程＋1
- 射手用胸当て - 射手の近接防御、射程防御＋1
- 射手用革鎧 - 射手の近接防御、射程防御＋1
- 射手用鎖の鎧 - 射手の近接防御＋1、射程防御＋2

大学
| 暗黒の時代 | 領主の時代 | 城主の時代 | 帝王の時代 |
| ---------- | ---------- | ---------- | ---------- |
| -          | -          | 弾道学     | 化学       |
| -          | -          | ヒート射撃 | 攻囲技術者 |
| -          | -          | 迎撃用窓   | 矢狭間     |
| -          | -          | -          | (砲台)     |
| -          | -          | 監視塔     | 防御塔     |
| -          | -          | 石工技術   | 建築学     |
| -          | -          | 強化壁     | -          |

- 弾道学 - 動いているユニットに対して射程ユニットの命中率上昇
- ヒート射撃 - 塔から船に与える攻撃＋125％、城から船に与える攻撃＋25％
- 迎撃用窓 - 城、塔の最小射程がなくなる
- 監視塔 - 「見張り台」からステータスが上昇する「監視塔」にアップグレード
- 石工技術 - 全ての建物の近接防御、射程防御＋1、建物防御＋3
- 強化壁 - 「石壁」から耐久力が上昇した「強化壁」にアップグレード、門のHP上昇
- 化学 - 射手の攻撃力＋1、遠投投石機、スコーピオン、投石器の攻撃力上昇、砲撃手とキャノンガレオン船の解放、砲台の研究解放
- 攻囲技術者 - 包囲攻撃ユニットとキャノンガレオン船の射程＋1、建物への攻撃力＋50％
- 矢狭間 - 塔と城の攻撃力上昇
- 砲台 - 攻撃力が高い塔である「砲台」を建造できるようになる（"化学"が必要）
- 防御塔 - 「監視塔」からステータスが上昇する「防御塔」にアップグレード
- 建築学 - 全ての建物の近接防御、射程防御＋1、建物防御＋3

※上記のテクノロジーは、「砲台」「防御塔」「建築学」を除き事前研究の必要なし。
射手育成所
| 暗黒の時代 | 領主の時代 | 城主の時代 | 帝王の時代       |
| ---------- | ---------- | ---------- | ---------------- |
| -          | -          | 弓懸       | -                |
| -          | -          | -          | パルティアン戦術 |

- 弓懸 - 射手の命中率が100％に上昇、射撃速度が上昇。
- パルティアン戦術 - 弓騎兵の槍兵に対しての攻撃力＋2、近接防御＋1。射程防御＋2

騎兵育成所
| 暗黒の時代 | 領主の時代 | 城主の時代 | 帝王の時代 |
| ---------- | ---------- | ---------- | ---------- |
| -          | 血統       | -          | -          |
| -          | -          | 繁殖       | -          |

- 血統 - 乗馬ユニットのHP＋20
- 繁殖 - 乗馬ユニットの移動速度＋15％

戦士育成所
| 暗黒の時代 | 領主の時代 | 城主の時代   | 帝王の時代 |
| ---------- | ---------- | ------------ | ---------- |
| -          | -          | ギャンベゾン | -          |
| -          | -          | 従士         | -          |
| -          | -          | 放火         | -          |

- ギャンベゾン - 民兵系統の射程防御＋1
- 従士 - 歩兵の移動速度＋10％
- 放火 - 歩兵の建物に対する攻撃力上昇[1]

港（港湾）
| 暗黒の時代 | 領主の時代 | 城主の時代 | 帝王の時代 |
| ---------- | ---------- | ---------- | ---------- |
| -          | -          | 旋回梱包   | 乾ドック   |
| -          | -          | -          | 造船技術   |

- 傾船技術 - 船の射程防御＋1
- 乾ドック - 船の移動速度＋15％
- 造船技術 - 船の木材コスト－20％、建造速度＋35％

### 経済系

#### 町の中心
| 暗黒の時代 | 領主の時代 | 城主の時代 | 帝王の時代 |
| ---------- | ---------- | ---------- | ---------- |
| -          | 手押し車   | 荷車       | -          |
| -          | 見張り     | 巡回       | -          |
| 機織り     | -          | -          | -          |

- 機織り - 町の人のHP＋15、近接防御＋1、射程防御＋2
- 手押し車 - 町の人の移動速度＋10％、町の人が運搬できる資源＋25％
- 荷車 - 町の人の移動速度＋10％、町の人が運搬できる資源＋50％
- 見張り - 全ての建物の視界＋4
- 巡回 - 全ての建物の視界＋4

#### 伐採所
| 暗黒の時代 | 領主の時代 | 城主の時代 | 帝王の時代     |
| ---------- | ---------- | ---------- | -------------- |
| -          | 両刃斧     | のこぎり   | 両引きのこぎり |

- 両刃斧 - 町の人が木を切る速度＋20％
- のこぎり - 町の人が木を切る速度＋20％
- 両引きのこぎり - 町の人が木を切る速度＋10％

#### 採掘所
| 暗黒の時代 | 領主の時代 | 城主の時代 | 帝王の時代 |
| ---------- | ---------- | ---------- | ---------- |
| -          | 金の採掘   | 金の坑道   | -          |
| -          | 石の採掘   | 石の坑道   | -          |

- 金の採掘 - 町の人が金を採掘する速度＋15％
- 金の坑道 - 町の人が金を採掘する速度＋15％
- 石の採掘 - 町の人が石を採掘する速度＋15％
- 石の坑道 - 町の人が石を採掘する速度＋15％

#### 粉ひき所
| 暗黒の時代 | 領主の時代 | 城主の時代 | 帝王の時代 |
| ---------- | ---------- | ---------- | ---------- |
| -          | 引き具     | 馬厩       | 輪作       |

- 引き具 - 畑の食料＋75
- 馬厩 - 畑の食料＋125、町の人が運搬できる畑の食料＋1
- 輪作 - 畑の食料＋175

#### 港（港湾）
| 暗黒の時代 | 領主の時代 | 城主の時代 | 帝王の時代 |
| ---------- | ---------- | ---------- | ---------- |
| -          | -          | 刺し網     | -          |

- 刺し網 - 漁船の作業速度＋20％

#### 学問所
| 暗黒の時代 | 領主の時代 | 城主の時代 | 帝王の時代 |
| ---------- | ---------- | ---------- | ---------- |
| -          | -          | 人力起重機 | -          |

- 人力起重機 - 建てる人の作業速度＋20％

#### 市場
| 暗黒の時代 | 領主の時代 | 城主の時代 | 帝王の時代 |
| ---------- | ---------- | ---------- | ---------- |
| -          | -          | 隊商       | -          |
| -          | -          | 貨幣       | 銀行取引   |
| -          | -          | -          | 組合       |

- 隊商 - 交易ユニットの移動速度＋50％
- 貨幣 - 貢物手数料を20％に削減
- 銀行取引 - 貢物手数料が無くなる
- 組合 - 取引手数料を15%に削減

### ユニークテクノロジー
ユニークテクノロジーは前述の通り、その文明の特徴を表す基準に値するほどゲーム内で特に重要な要素の一つである。各文明に城主の時代から研究可能なテクノロジー、帝王の時代から研究可能なテクノロジーが1個ずつ用意されている。「城」でのみ研究可能で、その内容は経済的内容・軍事的内容がある。
| 文明           | 城主ユニークテクノロジー | 帝王ユニークテクノロジー |
| -------------- | ------------------------ | ------------------------ |
| アステカ       | 投槍器                   | 花戦争                   |
| アルメニア     | キリキア艦隊             | フェレテル               |
| イタリア       | シルクロード             | ピロテクニア             |
| インカ         | アンデススリング         | 布の盾                   |
| エチオピア     | 王家の血統               | ねじり力                 |
| オスマン帝国   | スィパーヒー             | 砲術                     |
| クマン         | 草原馬の繁殖             | クマン傭兵               |
| クメール       | 牙剣                     | 二重スコーピオン         |
| グルジア       | スヴァンの塔             | アズナウリ騎兵           |
| グルジャラ     | クシャトリア             | 国境警備                 |
| ケルト         | 牙城                     | ケルトの怒り             |
| ゴート         | 無秩序                   | 皆兵                     |
| サラセン       | ビマリスタン             | カウンターウェイト       |
| シチリア       | 第一次十字軍             | ホーバーク               |
| スペイン       | 宗教裁判                 | 覇権                     |
| スラヴ         | デティネツ               | 親衛隊                   |
| タタール       | シルクアーマー           | ティムールの攻囲戦術     |
| チュートン     | 装甲版                   | 銃眼付胸壁               |
| ドラヴィダ     | 医療隊                   | ウーツ鋼                 |
| バイキング     | 首領                     | 凶暴化                   |
| ビザンティン   | ギリシャ火薬             | 兵站学                   |
| ビルマ         | マニプル騎兵             | ハウダー                 |
| ヒンドゥスタン | 大幹道                   | シャタニ                 |
| フランク       | ビアードアックス         | 騎士道                   |
| ブリトン       | ヨーマン                 | ウォーウルフ             |
| ブルガリア     | あぶみ                   | バガン                   |
| ブルゴーニュ   | ブルゴーニュのブドウ園   | フランドル革命           |
| フン           | 匡族                     | 無神論                   |
| ベトナム       | チャトラ                 | 紙幣                     |
| ペルシア       | カマンダラン             | 城塞                     |
| ベルベル       | カスバ                   | マグレブラクダ           |
| ベンガル       | パイク                   | 大乗仏教                 |
| ポーランド     | シュラフタの特権         | レヒトの遺産             |
| ボヘミア       | ワゴンブルク作戦         | フス派の改革             |
| ポルトガル     | キャラック船             | 火縄銃                   |
| マジャール     | コルヴィニア軍           | リカーヴボウ             |
| マヤ           | フルチェ投槍兵           | エルドラド               |
| マリ           | ティグイ                 | ファリムバ               |
| マレー         | 制海権                   | 徴兵制                   |
| モンゴル       | 遊牧民                   | 演習                     |
| リトアニア     | 丘の砦                   | タワーシールド           |
| 契丹           | ラメラ装甲               | オルド騎兵               |
| 古蜀           | 常山蛇旋陣               | 連弩機関                 |
| 呉             | 赤壁の戦術               | 虎蹲砲                   |
| 女真           | 強化要塞                 | 雷鳴爆弾                 |
| 中国           | 万里の長城               | ロケット工学             |
| 朝鮮           | 邑城                     | 新機箭                   |
| 東ローマ       | バリスタ                 | コミタテンセス           |
| 日本           | 矢狭間                   | 投擲術                   |
| 魏             | 屯田兵                   | 明光装甲                 |

※上側が城主の時代、下側は帝王の時代のユニークテクノロジー。
アステカ
- 投槍器 - 散兵の攻撃力＋1、射程＋1
- 花戦争 - 歩兵の攻撃力＋4

アルメニア
- キリキア艦隊 - 爆破工作船の爆風範囲＋20％、ガレー船とドロモンの射程＋1
- フェレテル - 歩兵（槍兵を除く）のHP＋30、戦闘神官の治癒速度＋100％

イタリア
- シルクロード - 交易ユニットの生産コスト－50％
- ピロテクニア - 砲撃手の弾丸が貫通ダメージを与えるようになる

インカ
- アンデススリング - 散兵とスリンガーの最小射程が無くなる、スリンガーの攻撃力＋1
- 布の盾 - カマヤック、イーグルウォリア、スリンガーの近接防御＋1、射程防御＋2

エチオピア
- 王家の血統 - ショーテルウォリア、らくだ騎兵の騎兵から受けるダメージ－3
- ねじり力 - 攻囲兵器工房ユニットの爆風範囲増加

オスマン帝国
- スィパーヒー - 弓騎兵のHP＋20
- 砲術 - 大砲、キャノンガレオン船、砲台の射程＋2

クマン
- 草原馬の繁殖 - 斥候系統、ステップランサー、弓騎兵の生産速度＋100％
- クマン傭兵 - チーム全員、城1つにつき5体のエリートキプチャクを無償で生産可能

クメール
- 牙剣 - バトルエレファントの攻撃力＋3
- 二重スコーピオン - バリスタエレファントとスコーピオンが追加の弾を発射する

グルジア
- スヴァンの塔 - 塔の攻撃力＋2、矢が貫通ダメージを与えるようになる
- アズナウリ騎兵 - 騎兵ユニットの人口スペース－10%

グルジャラ
- クシャトリア - 軍事ユニットの食料コスト－25％
- 国境警備 - らくだ騎兵と象弓騎兵の近接防御＋4

ケルト
- 牙城 - 城と塔の攻撃速度＋33％、城の周囲7タイルにいる味方歩兵ユニットを回復
- ケルトの怒り - 攻囲兵器工房ユニットのHP＋40%

ゴート
- 無秩序 - ハスカールが戦士育成所で生産可能になる
- 皆兵 - 戦士育成所の作業速度＋100％

サラセン
- ビマリスタン - 聖職者が複数のユニットを回復させる
- カウンターウェイト - 遠投投石機と投石器の建物に対するダメージ＋15％

シチリア
- 第一次十字軍 - 町の中心1つ（最大5つ）につき5体のセルジュアントが出現。ユニットの転向に対する耐性が向上。
- ホーバーク - 騎士の近接防御＋1、射程防御＋2

スペイン
- 宗教改革 - 聖職者の転向速度上昇、宣教師の射程＋1
- 覇権 - 町の人の戦闘力が向上

スラヴ
- デティネツ - 城と見張り台の石コストの40%が木材に置き換わる
- 親衛隊 - 歩兵が範囲攻撃を得る

タタール
- シルクアーマー - 軽騎兵と弓騎兵の近接防御＋1、射程防御＋1
- ティムールの攻囲戦術 - 遠投投石機の射程＋2

チュートン
- 装甲板 - 攻囲兵器工房のユニットの近接防御＋4
- 銃眼付胸壁 - 城の射程＋3。駐留する歩兵が矢を射る

ドラヴィタ
- 医療隊 - 象ユニットが自動でHPを回復する
- ウーツ鋼 - 歩兵と騎兵の近接攻撃が防御を無視する

バイキング
- 首領 - 歩兵の対騎兵攻撃力＋5、対らくだ騎兵攻撃力＋4。敵の町の人、聖職者、交易ユニットを倒すと金を得る
- 凶暴化 - 弓兵とバイキング船の攻撃力＋1

ビザンティン
- ギリシャ火薬 - 火炎船の射程＋1。砲台とドロモンの爆風範囲増加
- 兵站学 - カタフラクトの対歩兵攻撃力＋6、範囲攻撃を獲得

ビルマ
- マニプル騎兵 - 騎兵の対弓兵攻撃力＋4
- ハウダー - バトルエレファントの近接防御、射程防御＋1

ヒンドゥスタン
- 大幹道 - 全ての金の収集速度＋10％、市場の取引手数料が10％になる
- シャタニ - 砲撃手の射程＋2

フランク
- ビアードアックス - フランカスロウの射程＋1
- 騎士道 - 騎兵育成所の作業速度＋40％

ブリトン
- ヨーマン - 歩兵射手の射程＋1、見張り台の攻撃力＋2
- ウォーウルフ - 遠投投石機のユニットに対する命中率100％、範囲攻撃を獲得

ブルガリア
- あぶみ - 斥候系統、騎士、コニク（騎兵）の攻撃速度＋33％
- バガイン - 民兵系統の近接防御＋5

ブルゴーニュ
- ブルゴーニュのブドウ園 - 耕す人が食料に加えて金を生み出す
- フランドル革命 - 一回限り、既存の町の人をすべてフランドル民兵に変換する

フン
- 匪賊 - タルカンが騎兵育成所で生産可能になる
- 無神論 - 聖なる箱と民族の象徴による勝利必要年数＋100年。敵の聖なる箱が生み出す金－50％

ベトナム
- チャトラ - バトルエレファントのHP＋100
- 紙幣 - 木を切る人が追加で金を生み出す

ペルシア
- カマンダラン - 射手系統の金コストが木に置き換わる
- 城塞 - 城が弾丸を放つ。攻撃力＋4、対歩兵攻撃力＋3、対破城槌攻撃力＋3。受けるボーナスダメージ－25％

ベルベル
- カスバ - チーム全員の城の作業速度＋25％
- マグレブらくだ - らくだユニットが自動でHPを回復

ベンガル
- パイク - ラタ戦車と象ユニットの攻撃速度＋20％
- 大乗仏教 - 町の人と聖職者の人口スペース－10％

ポーランド
- シュラフタの特権 - 騎士の金コスト－60％
- レヒトの遺産 - 斥候系統が範囲攻撃を獲得

ボヘミア
- ワゴンブルク戦術 - 火薬ユニットの移動速度＋15％
- フス派の改革 - 聖職者の生産と神殿テクノロジーにかかる金コストが食料に置き換わる

ポルトガル
- キャラック船 - 船の近接防御、射程防御＋1
- 火縄銃 - 砲撃手に弾道学の効果が適用される

マジャール
- コルヴィニア軍 - マジャールハサーの金コストが食料に置き換わる
- リカーブボウ - 弓騎兵の攻撃力＋1、射程＋1

マヤ
- フルチェ投槍兵 - 散兵が追加の矢を放つ
- エルドラド - イーグルウォリアのHP＋40

マリ
- ティグイ - 駐留していない町の中心が矢を射る
- ファリムバ - 斥候系統、騎士、らくだ騎兵の攻撃力＋5

マレー
- 制海権 - 港を港湾にアップグレード、複数の矢を放つ
- 徴兵制 - 民兵系統の金コストが食料に置き換わる

モンゴル
- 遊牧民 - 家が破壊されても人口上限が減少しない
- 演習 - 攻囲兵器工房のユニットの移動速度＋50％

リトアニア
- 丘の砦 - 町の中心の射程＋3
- タワーシールド - 散兵と槍兵の射程防御＋2

契丹
- ラメラ装甲 - 散兵と槍兵系統が近接攻撃の25％を反射する
- オルド騎兵 - 騎兵が戦闘中にHPを回復する

古蜀
- 常山蛇旋陣 - 槍兵系統と白羽衛兵が近くにいるとき、互いにHPを上昇させる
- 連弩機関 - 射手系統、戦車、楼船は追加の発射物を放つ

呉
- 赤壁の戦術 - 爆破工作船と火矢弓兵は建物と船に延焼ダメージを与える
- 虎蹲砲 - 牽引投石器と楼船は追加の発射物を放つ

女真
- 強化要塞 - 城がHPを自動で回復
- 震天雷 - ロケットカート、擲弾兵、楼船が追加の発射物を放つ、倒されると爆発を引き起こす

中国
- 万里の長城 - 石壁、門、塔のHP＋30
- 砲弾術 - スコーピオン、ロケットカート、楼船の攻撃力＋25％

朝鮮
- 邑城 - 塔の射程＋2
- 新機箭 - ロケットカートと亀甲船の射程＋1、追加の弾を獲得

東ローマ
- バリスタ - スコーピオンの攻撃力＋33％。ガレー船の攻撃力＋2
- コミタテンセス - 民兵系統、騎士、センチュリオンの育成速度＋50％、チャージ攻撃を獲得

日本
- 矢狭間 - 塔が追加の矢を放つ
- 投擲術 - 遠投投石機の攻撃速度、梱包/組み立て速度が向上

魏
- 屯田兵 - 軍事ユニット（攻囲兵器以外）が食料を生み出す
- 明光装甲 - 騎兵の近接防御＋4

## キャンペーン
今作品の前身である「エイジ オブ エンパイアII」と同じように、このAoE II DEにおいてもシングルプレイ用のキャンペーンシナリオが用意されている。また、前作品には無かった新しいシナリオが追加された一方、今作品になってプレイできなくなったシナリオ、内容が改編されているシナリオもある。前作では無かったユニットや文明 建物 機能が追加されているため、前作よりシナリオの世界に没入することが出来る。
前作同様 チュートリアルキャンペーンは「ウィリアム・ウォレス」である。このゲームの基本が学べるのだが あくまで 基本中の基本なので その他のシナリオに挑む際はケースバイケースで対応しよう。
また前作同様 シナリオの人物を 英雄ユニットとして操作が可能である。登場しないシナリオもある。前作では 英雄が死亡したら ゲームオーバーになるシナリオが多かったが今作では 死亡（負傷退却判定）しても 大丈夫なシナリオが多い。
プレイ可能なキャンペーンは以下の通り。

### ヨーロッパ
- ジャンヌ ダルク - フランク

　1.意外な救世主　2.オルレアンの乙女　3.ロワール平定　4.決起　5.パリ包囲　6.殉国
- アッティラ - フン

　1.神の災い　2.大進撃　3.コンスタンティノープルの城壁　4.蛮族の婚約　5.カタラウヌムの戦い　6.ローマの落日
- アラリック - ゴート

　1.フリギドゥスの戦い　2.ギリシャ炎上　 3.獣の腹　4.巨人、倒れる　5.我らが王国
- スフォルツァ - イタリア

　1.傭兵と雇い主　2.独立独歩　3.放蕩息子　4.血と裏切り　5.ヴィヴァ、スフォルツァ！
- バーリ - ビザンティン

　1.到着　2.メルスの反乱　3.包囲　4.最良の計画　5.怒涛
- コチャン ハーン - クマン

　1.ひるがえる戦旗　2.カルカ河畔の戦い　3.守るべきもの　4.血には血を　5.新たな故郷
- イヴァイロ - ブルガリア

　1.想定外の人物　2.意外な盟約　3.ブルガリアの皇帝　4.英雄たちの残奢　5.隻眼の王
- バルバロッサ - チュートン

　1.神聖ローマ皇帝　2.ハインリヒ獅子公　3.2人の教皇　4.ロンバルティア都市同盟　5.バルバロッサの進軍　6.皇帝の眠り
- エル シッド - スペイン、サラセン

　1.骨肉の争い　2.敵の敵　3.エルシッドの追放　4.黒衛兵団　5.バレンシアの王　6.レコンキスタ
- ウラド ドラキュラ - マジャール

　1.竜は翼を広げる　2.竜の帰還　3.竜の吐息　4.月が昇る　5.夜のとばり

### アジア
- バインナウン - ビルマ

　1.ビルマの虎　2.マンダレーのコブラ　3.王家の孔雀　4.白象　5.老虎
- ティムール - タタール

　1.トランスオクシアナのアミール　2.ペルシアのゲルカン　3.破壊の先触れ　4.ヒンドゥスタンのスルタン　5.レパントの災厄　6.人界の巨人
- プリトヴィラージャ - グルジャラ

　1.若き戦士　2.全世界の勝利者　3.姫君の手　4.インドの命運　5.ブリトヴィラージャの伝説
- ガジャ マダ - マレー

　1.我らが父祖の物語　2.絶対の忠誠　3.ヌサンタラ統一の誓い　4.新たな王　5.ブバットの悲劇
- チンギス ハーン - モンゴル

　1.襲撃　2.試練　3.中国へ　4.騎馬軍団、西へ　5.パックス モンゴリカ
- スーリヤヴァルマン1世 - クメール

　1.王位簒奪　2.反乱鎮圧　3.危険な使命　4.海の覇権を求めて　5.涅槃に至りし者
- 黎利 - ベトナム

　1.大越蜂起　2至霊山包囲戦　3.ハノイの戦い　4.南へ　5.三面作戦　6.最後の砦

### アフリカ
- サラディン - サラセン

　1.アラビラの騎士　2.アラビアの覇者　3.ヒッティーンの角　4.エルサレム包囲　5.ジハード　6.獅子と悪魔
- スンジャタ - マリ

　1.追手　2.サソリの一刺し　3.ジェルバの黄金　4.河岸の対決　5.獅子のねぐら
- グディト - エチオピア

　1.流浪　2.良き伴侶　3.堕ちた王冠　4.古の石碑　5.帰郷
- フランシスコ デ アルメイダ - ポルトガル

　1.旧世界　2.アフリカの獅子　3.帝国の残照　4.戦国のインド　5.失われた命に
- ターリク イブン ズィヤード - ベルベル

　1.グアダレーテ河畔の戦い　2.再編と服従　3.分割し、征服せよ　4.ピレネー越え　5.略奪

### アメリカ
- モンテスマ - アステカ

　1.血の王国　2.三国同盟　3.翼ある蛇　4.悲しみの夜　5.沸き立つ湖　6.折れた槍
- パチャクテク - インカ

　1.台頭　2.野は紅に染まる　3.兄弟の戦争　4.隼の天幕　5. 父のごとく、子のごとく。

### 西ヨーロッパ
- エドワード長脛王 - ブリトン

　1.無益な野心　2.神の人　3.連なる城と王の中で　4.紋章なしの陣羽織　5.スコットランドのハンマー
- 西の大公たち - ブルゴーニュ

　1.分かたれた王国　2.狼と獅子　3.パリ平定　4.不浄な婚姻　5.釣り針とタラ戦争　6.乙女、倒れる
- オートヴィル家 - シチリア

　1.クイスカルド、来たる　2.シチリアの海賊　3.ポエモンと皇帝　4.東のポエモン　5.世に知られしもの

### 東欧
- ヤドヴィガ - ポーランド、リトアニア

　1.王冠の行方　2.ポーランドの星　3.公爵たちの決闘　4.ヴィリニュス攻囲戦　4.ヴィータウタス十字軍　5.彼女の労働の果実
- アルギルダスとケーストゥティス - リトアニア

　1.一族の問題　2.無人地帯　3.タタールのくびき　4.ふさわしき相手　5.王座の影で
- ヤン ジシュカ - ボヘミア

　1.隻眼の放浪者　2.勇気と硬貨　3.鉄の領主　4.黄金の町　5.皇帝の怒り　6.神の戦士

### 南アジア
- バーブル - タタール

　1.東の真珠　2.最後のティムール人　3.インドへ　4.パニパットの戦い　5.ラージプート
- ラージェーンドラ - トラヴィダ

　1.継承者　2.父の偉業　3.昇りゆく星　4.聖なる水　5.ウリドラ討伐
- デーヴァパーラ - ベンガル

　1.不満　2.欲望　3.放棄　4.解放?　5.悟り

### コーカサス
- ソロス - アルメニア

　1.
- タマル - グルジア

　1.　
- イスマイル - ペルシア

　1.
また、ストーリーシナリオではない単発シナリオも存在する。歴史的に有名な戦いや人物・民族が題材にされており、ゲーム内では「歴史上の戦闘」「勝者と敗者」の二つに分類されてまとめられている。シナリオ名はその戦いの名や起こった土地の地名、主要な指揮官の名前・あだ名、民族・地域名などが付けられている。
（）内の数字はシナリオの題材になった戦いの西暦である。

### 「歴史上の戦闘」
1.ブハラ（557）　2.ドス ピラス（687）　3.トゥール（732）　4.ヨーク（865）　5.ホンフォグララス（895）　6.八陽湖（919）　7.ヴィンランドサガ（1000）　8.ヘースティングズ（1066）　9.マンジケルト（1071）　10.倶利伽羅（1183）　11.キプロス（1191）　12.バフェウス（1302）　13.アンザークール（1415）　14.レパント（1571）　15.京都（1582）　16.露梁（1598）

### 「勝者と敗者」
1.ガイセリック（406）　2.ヴォ―ティガン（440）　3.カール大帝（768）　4.ラグナル（850）　5.アイアンサイド（859）　6.美髪のハーラル（870）　7.ロベール（921）　8.オットー（936）　9.セジュルーク（985）　10.カルルセヴニ（1000）　11.コムネノス（1081）　12.スティーブン（1135）　13.テムジン（1185）　14.ムスチスラフ（1203）　15.コンスタンティン11世（1453）　16.フェティ（1453）　17.島津（1545）　18.信長（1551）　19.ドレーク（1572）

## チートコード
前作同様 ゲームの開始時 チートコードを有効にすることで チートコードの仕様が可能になる。資源を増やしたり、チートユニットを出したり、強制的に勝ったりと なんでもありであるが、キャンペーンで使用するとクリア判定にならないので注意。

## 専門用語
AoE II DEではプレイヤー内で使用されている専門用語が数多く存在する。前作から仕様の大幅変更は行われていないことが熟練プレイヤーの増加に拍車をかけ、様々な略語や造語が作られる要因となった。また、YouTubeでの配信活動や実況などで簡略化された言葉がそのままプレイヤー間で浸透したケースも多い。
ゲーム内用語
- 前衛・後衛 - 3対3または4対4のチーム戦の際、敵に近いプレーヤーを前衛、離れたプレイヤーを後衛と呼ぶ。
- 家ミス - 人口上限によってユニットの生産が止まること（ゲームで設定されている最高上限まで到達したときには使わない）。
- 内政 - 町の人によって資源を集める過程のこと。
- 鹿寄せ - 町の中心に向けて斥候（イーグルウォリア）で鹿類を誘導すること。
- 7金/4金 - 拠点回りに生成される金のこと。合計7マス分と4マス分の金が生成されるためそう呼ばれる。
- 領主/城主/帝王 押し - その時代への進化を始めること。
- TC - 町の中心/Town Centerの略称。
- HAAAA - 暗黒の時代のホットキーテンプレート（町の中心の選択→町の人の生産のホットキー）。
- IMP（IMP age） - 帝王の時代のこと。
- 即帝 - 城主の時代からすぐに帝王の時代に進化すること。またその戦術。
- 即城主 - 領主の時代からすぐに城主の時代に進化すること。またその戦術。
- デリ―ト（delete） - 主に建物を削除すること。
- クイックウォール - 町の人への攻撃や陣地への侵入を防ぐため、素早く建物や柵（石壁）を建造すること。
- 絨毯爆撃 - 投石器で大量の歩兵を一度に倒すこと。死体が絨毯のように見えることからそう呼ばれる。
- 森を焼く - 投石器で木を倒してユニットが移動できるようにすること。
- 荒らし - 敵の内政地帯に突入し、町の人や畑などを攻撃すること。主に乗馬ユニットで行うことが多い。
- 割る/割れる - 建物を破壊すること、されること。
- 囲い - 敵の進軍を防ぐため、自身の陣地を柵や建物で囲うこと。
- 23弓（数字内は変化あり） - 暗黒の時代から総人口22で領主の時代へ進化し、進化後に射手を生産する戦術。数字が進化する際の人口。
- 22斥候（同上） - 暗黒の時代から総人口22で領主の時代へ進化し、進化後に斥候を生産する戦術。
- 28騎士（同上） - 暗黒の時代から総人口28で領主の時代へ進化し、すぐさま城主の時代へ進化後、騎士を生産する戦術。
- 回す/2回し（同上） - 主に各育成所や城などで連続してユニットを生産すること。（例：2つの射手育成所で射手を生産し続けることを「弓2回し」と表現する。）
- TR - タワーラッシュ/Tower Rushの略称、戦術名。領主の時代に敵陣にて見張り台を乱立すること。
- 城寄せ - 城を敵陣付近に建造すること。
- 槍ラム - 槍兵と破城槌を組み合わせて戦う戦術。破城槌への有効打である騎兵へのカウンターが出来る。
- 槍散兵 - 槍兵と散兵のこと。劣勢時や金の保有量が少ないときに生産することが多い。
- 肉壁 - 敵の攻撃を受けるユニットのこと。主に金を消費しないユニットを差し、遠距離ユニットを守る。
- 鉄砲 - 砲撃手またはイェニチェリのこと。
- コンキ - コンキスタドールのこと。
- 羽弓 - 羽飾射手のこと。
- マング - マングダイのこと。
- 矛/Pikes（Halbs)  - 矛槍兵のこと。
- ラム（Ram） - 破城槌のこと。
- 塔 - 見張り台系統のこと。
- 小屋 - 戦士育成所（戦士小屋）、射手育成所（弓小屋）、騎兵育成所（馬小屋）、攻囲兵器工房（包囲小屋）の総称。
- 素 - そのユニットに反映されるテクノロジーを全く研究していない状態のこと。槍兵の場合は「素槍」、騎士の場合は「素騎士」などと表現する。
- フルアップ - そのユニットに反映されるすべてのテクノロジーを研究した状態のこと。一般的には鉄工所で研究できるテクノロジーと、各育成所で研究できるテクノロジーをすべて研究した状態を指す。
- 鎧〇枚目 - 鉄工所で研究できる防御テクノロジーのこと。領主の時代で研究できるものを1枚目、城主の時代のものは2枚目、帝王の時代のものは3枚目となる。
- ユニテク - ユニークテクノロジーのこと。